# Namalai (Ort)
Namalai ist eine osttimoresische Ortschaft im äußersten Süden der Aldeia Namalai (Sucos Camea, Verwaltungsamt Cristo Rei, Gemeinde Dili) und ihr administratives Zentrum. Das Dorf befindet sich in einer Meereshöhe von 587 m. Nördlich liegt das ebenfalls zur Aldeia Namalai gehörende Dorf Cadabunac, westlich Carau Mate (Suco Ailok) und südlich das Dorf Darlau (Suco Becora).